# Schloss Rochefort (Asnières-en-Montagne)

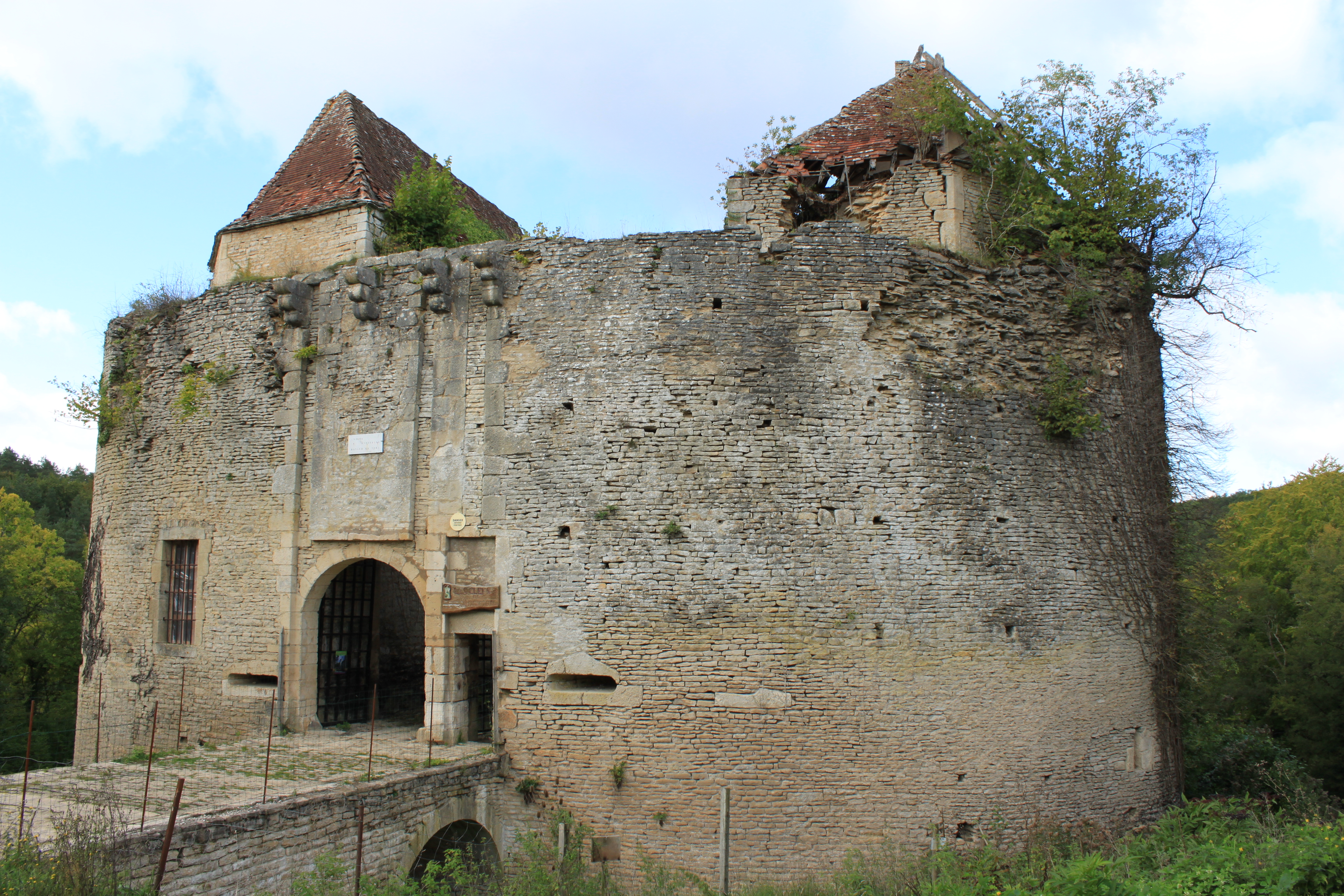
Château de Rochefort, Torhaus (2011)

Das Schloss Rochefort (französisch Château de Rochefort) ist die Ruine eines Schlosses in Asnières-en-Montagne, einer Ortschaft im Département Côte-d’Or in der Region Bourgogne-Franche-Comté.
Das Schloss Rochefort gilt als eines der wenigen Beispiele einer Vor-Renaissance-Architektur in Frankreich. Teile der Anlage – die Nebengebäude (communs) – waren bis 1956 bewohnt, während der sechstürmige Herrensitz schon länger unbewohnt war.
Die Anlage hat seit dem 30. Oktober 1974 den Status eines Monument historique, aber erst seit 2018 gibt es wirksame bauliche Maßnahmen, um den weiteren Verfall aufzuhalten.

## Geschichte
Die Anlage wurde wahrscheinlich im 12. Jahrhundert auf älteren Befestigungsanlagen errichtet. Eine urkundliche Erwähnung unter dem Namen Rupes fortis datiert auf 1196, der Name des damaligen Herrschers wird mit Eymon angegeben. Aus dem 13. Jahrhundert finden sich Erwähnungen von Herren des Schlosses aus der Familie derer von Rochefort, bevor das Schloss auf Befehl von Johann Ohnefurcht (1371–1419) geschleift wurde.
Jacques Coictier (1430–1506), Kammerherr und Leibarzt von Ludwig XI. (1423–1483), erwarb die Anlage und errichtete Ende des 15. Jahrhunderts das heute noch vorhandene Herrenhaus. 1501 kaufte die Familie Rochefort die Anlage zurück und erweitert sie möglicherweise nach Osten, unter anderem um eine Kapelle. Später erwarb Denis Languet die Anlage, Kammerprokurator des Parlement de Dijon. Im 17. Jahrhundert wurden das massive Torgebäude, die Hochterrasse und die Stützmauer mit Nischen ergänzt.
Um 1789 erwarb die Familie La Guiche das Schloss. In den frühen 1970er Jahren mündeten Versuche, das Ensemble zu sichern, in der Verwilderung und dem sogar beschleunigten Verfall. 1974 wurden Teile der Anlage unter Denkmalschutz gestellt (Monument historique). 2002 gründete sich unter dem Namen Les clefs de Rochefort ein Verein, der sich als Teil der Union Rempart um die Sicherung und den Erhalt des Ensembles bemüht. Zur Finanzierung wurden unter anderem Konferenzen und ein jährlicher Mittelaltermarkt veranstaltet.

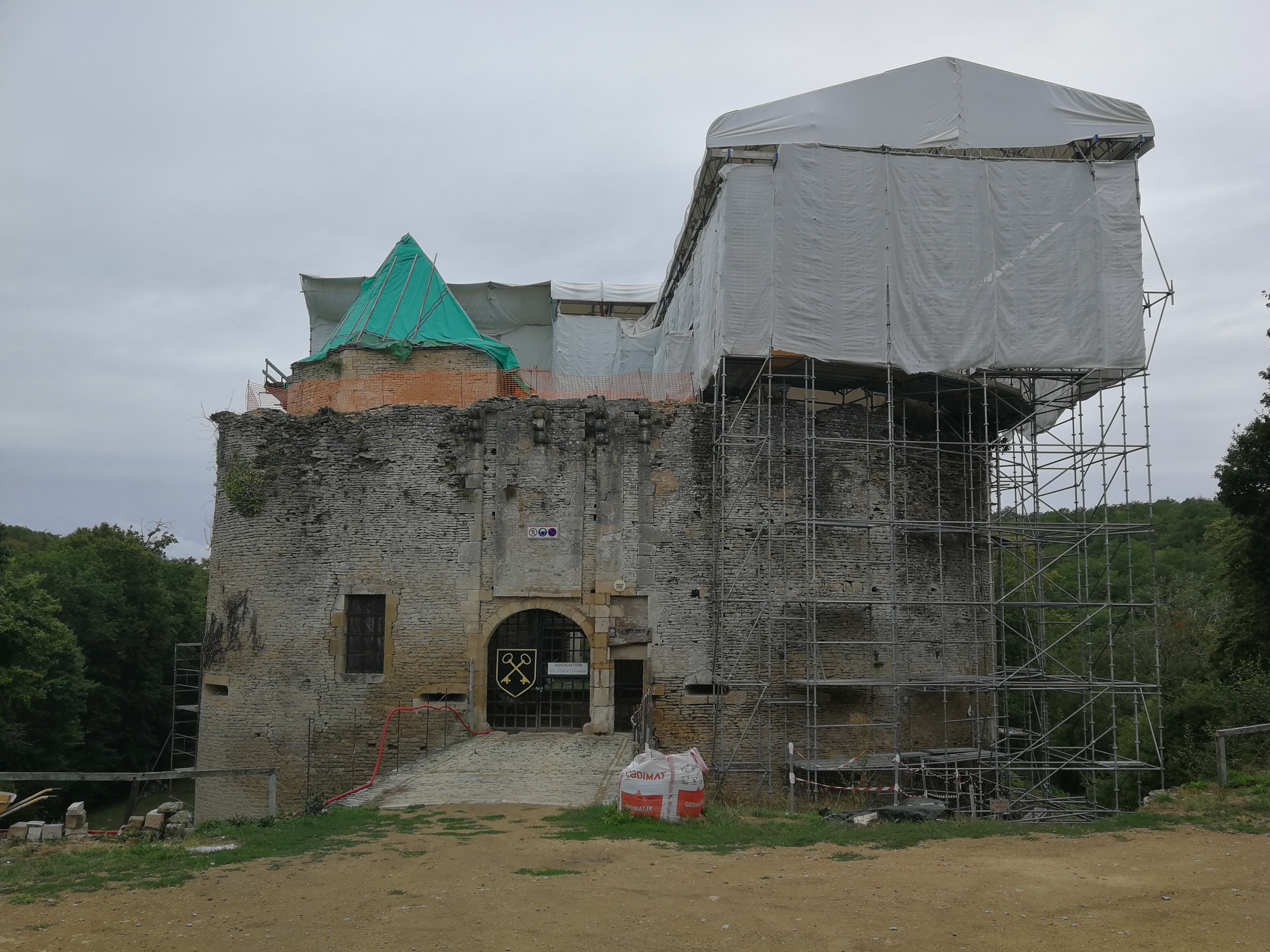
Überdachung des Torhauses, 2019

2015 verlangte der französische Staat von den Eigentümern wirksame Maßnahmen zum Erhalt der Schlossanlage. Nachdem die Familie Laguiche 2016 ihren Prozess gegen die staatlichen Auflagen verloren hatte, verkaufte sie das Schloss 2017 für einen symbolischen Euro an Les clefs de Rochefort. Seit 2018 laufen Arbeiten für den Erhalt der Anlage, zunächst mittels Errichtung einer Überdachung des Torgebäudes. Die Arbeiten werden zum Teil vom französischen Staat, zum Teil von der Stiftung Mission Stéphane Bern gefördert.